# Кабанов Микола Олександрович
Микола Олександрович Кабанов (1864, Карачев, Орловська губернія — 20 листопада 1942, Казань — український, російський і радянський лікар-терапевт, учений і педагог, есперантист.

## Біографія
Микола Кабанов народився в сім'ї сільського вчителя 30 січня (11 лютого) 1864 року. Закінчив з відзнакою фізико-математичний (1886) і медичний (1893) факультети Імператорського Московського університету. Один із найближчих учнів професора А. А. Остроумова.
Працював на посаді приват-доцента в Шпитальній терапевтичній клініці Московського університету аж до 1911 року, коли разом з низкою інших професорів і викладачів пішов у відставку на знак протесту проти реакційної політики міністра освіти Кассо. Згодом лектор московських Вищих Педагогічних курсів ім. Тихомирова (1911—1918). 25 червня 1917 року за списком партії соціалістів-революціонерів був обраний гласним Московської міської думи.
В 1918—1922 роках професор терапевтичної клініки та декан факультету Катеринославського університету, а також ректор Катеринославського Вищого Педагогічного Інституту.
Повернувся до Москви і з 1922 по 1930 рік керував факультетською терапевтичною клінікою 2-го Московського державного університету. Тоді ж організував майстерні з виготовлення наочних посібників, які сам очолив.
Помер в 1942 році в евакуації в Казані, де і похований.

## Наукова робота
Основою наукового світогляду Кабанова був погляд на організм як єдине ціле, тобто захворювання того чи іншого органу є лише місцевим проявом захворювання всього організму. Ним була  розроблена і неодноразово перевидавалася методика клінічного дослідження хворого, що включала ґрунтовне розпитування пацієнта з урахуванням спадковості і умов життя, а також дослідження функціональних особливостей органів і їх взаємозв'язків. Автор 150 наукових праць і книг по медицині.

## Громадська діяльність, есперанто
У 1894 році організував на громадських засадах і очолив видання науково-популярних брошур для широких верств населення про права громадян, народовладдя, державний устрій, земельне законодавство, національноме питання, самовизначення народів і пр. Був одним з піонерів мови есперанто в Росії. Переклав і видав ряд книг на цій мові, а також два російсько-есперантистських словника. Вів листування з Роменом Роланом та іншими видатними діячами культури і мистецтва.

## Родина
Був одружений з Марією Дмитрівною Положенцевою. Заснував династію вчених і лікарів. Батько відомих учених А. Н. Кабанова, Б. Н. Кабанова і Е. Н. Кабанової-Меллер, дід В. А. Кабанова, прадід А. В. Кабанова. Дочка Ольга Кабанова, в 16 років переодягнувшись чоловіком, добровільно пішла на фронт, воювала, поранена, нагороджена Георгіївським хрестом, брала участь в Білому русі на Півдні Росії, емігрувала в США.

### Основні наукові праці
1. О циррозе печени (Из клиники проф. А. А. Остроумова), Москва, 1894
2. Методика клинического исследования, Москва, 1896 (переизд. 1919, 1923)
3. Очерки по физиологии здорового и больного человеческого организма, Т. 1, Москва, 1910 и Т. 2 Москва, 1912
4. Учебник-атлас анатомии, Москва, 1916
5. Механика душевной жизни (Введение в физиологическую психологию), Москва, 1927
6. Анатомия человека, Москва, 1938

### Інші твори
1. Земельное законодательство в Новой Зеландии, Ростов-на-Дону
2. Государственное устройство в западно-европейских странах, Ростов-на-Дону, 1906
3. Права гражданина и человека, Посредник
4. Краткий русско-эсперантский словарь, Ростов-на-Дону, 1906
5. Областное народоправие, Москва, 1917
6. Что такое "буржуй", Москва, 1917.

### Переклади на есперанто
- Rusaj Rakontoj, Fabeloj al Helenjo de Dmitri Mamin-Sibirjak, Berlin, Esperanto Verlag Moller and Borel («Алёнушкины сказки»)
- Generalo Urso. Nekrasov, Bohema Revuo Esperantista, 1911 («Генерал Топтыгин»)
- Nimfoj. Ivan Turgenev, Lingvo Internacia, 1911, p. 63
- Ostrovski kaj lia dramo «Fulmotondro». Fragmentoj el la dramo «Fulmotondro». Aleksandr N. Ostrovskij, La Revuo, 1911, n-ro 63, p. 122—131 («Гроза»)
- Roko. Verso de Mihxail Lermontov, «Danubo» no. 5, 1911 («Утёс»)
- Kaŭkaza Militkaptito. Rakonto de Lev Tolstoj, Posrednik, Moskvo, 1912 («Кавказский пленник»)
- Du Maljunuloj. Rakonto de Lev Tolstoj, Posrednik, Moskvo, 1912 («Два старика»)
- Sieĝo de Sebastopolo. Rakonto de Lev Tolstoj, Posrednik, Moskvo, 1912 (Осада Севастополя)
- Dio vidas veron, sed ne baldaux diros. Rakonto de Lev Tolstoj, Posrednik, Moskvo, 1912 («Бог правду видит, да не скоро скажет»)
- Per kio homoj estas vivaj. Rakonto de Lev Tolstoj, Posrednik, Moskvo, 1912 («Чем люди живы»)
- Kie estas amo, tie estas Dio. Rakonto de Lev Tolstoj, Posrednik, Moskvo, 1912 («Где любовь, там Бог»)
- Tutmonda Biblioteko je la memoro de Lev Tolstoj, trad. Kabanov kaj Ŝarapova. 1912, 9 kajeroj entute 280 p. (всемирная библиотека в память Л.Толстого, 9 выпусков)
- Demono. Verso de Mihxail Lermontov, «Universo» II, 1912 («Демон»)
- Kortisto. Rakonto de S. Semjonov, Posrednik, Moskvo, 1916 («Дворник»)